# Čchen Čchang-č’
Čchen Čchang-č’ (čínsky pchin-jinem Chén Chāngzhì, znaky zjednodušené 陈昌智; * červenec 1945) je bývalý čínský politik, místopředseda stálého výboru Všečínského shromáždění lidových zástupců (parlamentu, 2008–2018), místopředseda (2002–2007) a předseda (2007–2017) Čínského sdružení pro demokratickou národní výstavbu, jedné z menších politických stran Čínské lidové republiky. Vystudoval ekonomickou historii a do roku 1998 vyučoval na Sečuánské univerzitě. Potom pracoval v s’čchuanském provinčním výboru Čínského lidového politického poradního shromáždění a s’čchuanském kontrolním úřadu. V letech 1998–2007 byl náměstkem ministra kontroly.

## Život
Čchen Čchang-č’ se narodil v červenci 1945 v Siao-kanu na severozápadě provincie Chu-pej. V letech 1963–1968 studoval dějiny čínské ekonomie na Sečuánské univerzitě. Potom pracoval na farmě jednotky 7848 Lidové osvobozenecké armády. V s’čchuanském okrese Ťin-jang v letech 1970–1971 vyučoval na střední škole, poté pracoval na odboru kultury a vzdělávání okresního úřadu a v letech 1978–1979 vyučoval na učitelské škole. Od roku 1979 do roku 1981 absolvoval postgraduální studium ekonomických dějin na Sečuánské univerzitě, na univerzitě zůstal do roku 1988, postupně jako asistent, lektor a docent. Také vstoupil do Čínského sdružení pro demokratickou národní výstavbu, jedné z menších politických stran Čínské lidové republiky.
V letech 1988–1998 pracoval jako zástupce generálního sekretáře s’čchuanského provinčního výboru Čínského lidového politického poradního shromáždění, působil i ve výborech shromáždění pro finance a obchod a pro ekonomiku. Současně byl v letech 1993–1998 poslancem Všečínského shromáždění lidových zástupců a v letech 1994–1998 náměstkem ředitele provinčního kontrolního úřadu. Paralelně postupoval ve stranických funkcích, až na předsedu provinčního výboru Čínského sdružení pro demokratickou národní výstavbu (1997–1998).
Roku 1998 byl přeložen do Pekingu na místo náměstka ministra kontroly (do roku 2007). V Čínském sdružení pro demokratickou národní výstavbu postoupil na člena stálého výboru ústředního výboru sdružení (od roku 1997) a výkonného místopředsedy ústředního výboru (od roku 2002). Roku 1998 vybrán mezi členy stálého výboru celostátního výboru Čínského lidového politického poradního shromáždění, ve stálém výboru zůstal dvě volební období, do roku 2008.
V prosinci 2007 byl zvolen předsedou ústředního výboru Čínského sdružení pro demokratickou národní výstavbu a v březnu 2008 místopředsedou stálého výboru Všečínského shromáždění lidových zástupců (parlamentu). V prosinci 2012 ho delegáti sjezdu sdružení potvrdili v předsednictví ústředního výboru a v březnu následujícího roku byl znovuzvolen místopředsedou parlamentu. 
V prosinci 2017 ho ve vedení Čínského sdružení pro demokratickou národní výstavbu nahradil Chao Ming-ťin a v březnu 2018 se vzdal i funkcí ve Všečínském shromáždění lidových zástupců a odešel na penzi.